# نيكولاس تاكر
نيكولاس تاكر  (بالإنجليزية:  Nicholas Tucker)‏، هو أكاديمي وكاتب بريطاني. ومحاضر فخري للدراسات الثقافية في جامعة ساسكس. 
تلقى تعليمه في مدرسة بيرجس هيل في هامبستيد ، لندن ، حيث كان مدرس اللغة الإنجليزية لفترة وجيزة برنيس روبنز. مدرس سابق ثم عالم نفس تربوي ، وله ارتباط طويل مع جامعة ساسكس ، حيث حاضر في علم النفس التربوي والدراسات الثقافية وأدب الأطفال في المؤسسة. كان محاضرًا أول في العديد من هذه التخصصات.
تاكر هو مذيع منتظم وشارك في قناة 4 Stop the Week on Radio  يساهم في الجارديان ،  الإندبندنت ، نيو ستيتسمان ، والتايمز ملاحق. [4] يعيش في لويس بشرق ساسكس ولديه ثلاثة أطفال بالغين.

## الأعمال المختارة
ما هو الطفل؟ (فونتانا ، 1977)
الطفل والكتاب: الاستكشاف النفسي والأدبي (Cambridge U. Press ، 1981 ؛ 1990)
روايات عائلية الكلاسيكيات المعاصرة لأدب الأطفال ، مع Nikki Gamble (Continuum ، 2001)
الدليل التقريبي لكتب الأطفال ، 0-5 سنوات (دليل تقريبي ، 2002)
الدليل التقريبي لكتب الأطفال ، 5-11 سنة (2002)
دليل تقريبي لكتب المراهقين ، مع جوليا إكليشير (2003)